# Julien Haggège
Julien Haggège ([ʒy.ljɛ̃ haˈɡɛːʒ], * 1. März 1976) ist ein deutscher Synchronsprecher und Schauspieler.

## Leben
Haggège wurde als Sohn der Schauspielerin Eva-Maria Werth geboren. Er ist der jüngere Bruder von Melanie Hinze, die ebenfalls Synchronsprecherin ist. Julien Haggège ist der Schwager des 2007 verstorbenen Synchronsprechers und Schauspielers Matthias Hinze. Sein Sohn Jaro Haggège ist ebenfalls als Synchronsprecher tätig.
Seit seiner Kindheit synchronisiert Haggège für verschiedene Fernsehserien. Bekannt wurde er, als er für die MTV-Serie Beavis and Butt-Head der Figur des „Beavis“ seine Stimme lieh. Schauspielerische Erfahrungen sammelte er in einer kleinen Rolle der ZDF-Serie Unser Lehrer Doktor Specht als Donut sowie 1992 in mehreren Folgen von Gute Zeiten, schlechte Zeiten. Unter anderem sprach er in der Fernsehserie iCarly den großen Bruder Spencer Shay, in Gilmore Girls den Neffen von Luke, Jess Mariano. Außerdem ist er der Synchronsprecher von Dean Winchester aus der Serie Supernatural.

## Filmografie
- 1992: Unser Lehrer Doktor Specht (Fernsehserie, 2 Folgen)
- 1992: Gute Zeiten, schlechte Zeiten (Fernsehserie)

## Synchronrollen (Auswahl)
Colin Hanks
- 2000: Hoffnungslos verliebt als Cosmo
- 2000–2003: Roswell (Fernsehserie, 45 Folgen) als Alex Whitman
- 2002: Nix wie raus aus Orange County als Shaun Brumder
- 2005: O.C., California (Fernsehserie, 1 Folge) als Grady Bridges
- 2005: King Kong als Preston
- 2007: Numbers – Die Logik des Verbrechens (Fernsehserie, 1 Folge) als Marshall Penfield
- 2008: House Bunny als Oliver
- 2008: Untraceable als Agent Griffin Dowd
- 2008: Der große Buck Howard als Troy Gable
- 2008: Lauschangriff – My Mom’s New Boyfriend als Henry Durand
- 2008: Mad Men (Fernsehserie, 3 Folgen) als Pfarrer John Gill
- 2008: Merlin – Die neuen Abenteuer (Fernsehserie, 1 Folge) als Edwin Muirden
- 2012: Dexter (Fernsehserie, 12 Folgen) als Travis Marshall
- 2013: Navy CIS (Fernsehserie, 3 Folgen) als Inspektor Parsons
- 2013: Parkland als Dr. Malcolm Perry
- 2015: Vacation – Wir sind die Griswolds als Jake
- 2017: Band Aid als Uber Douche

Eddie Kaye Thomas
- 1999: American Pie – Wie ein heißer Apfelkuchen als Paul Finch
- 2001: American Pie 2 als Paul Finch
- 2002: Stolen Summer – Der letzte Sommer als Patrick O’Malley
- 2002: Taboo – Das Spiel zum Tod als Adam
- 2003: American Pie – Jetzt wird geheiratet als Paul Finch
- 2005: CSI: Vegas (Fernsehserie, 1 Folge) als Seth Landers
- 2008–2010: Ehe ist... (Fernsehserie, 39 Folgen) als Jeff Woodcock
- 2010: Venus & Vegas als Alex
- 2010–2011: How to Make It in America als Kappo Kaplan
- 2010: The Forgotten – Die Wahrheit stirbt nie (Fernsehserie, Folge 14) als Brice Walden
- 2012: American Pie: Das Klassentreffen als Paul Finch

Jensen Ackles
- 2002–2003: Dawson’s Creek (Fernsehserie, 12 Folgen) als C.J.
- 2004–2006: Smallville (Fernsehserie, 22 Folgen) als Jason Teague
- 2005–2020: Supernatural (Fernsehserie) als Dean Winchester
- 2009: My Bloody Valentine 3D als Tom Hanninger
- 2010: Batman: Under the Red Hood als Red Hood

Jerry Trainor
- 2008–2013: iCarly (Fernsehserie, 97 Folgen) als Spencer Shay
- 2008: iCarly: Trouble in Tokio als Spencer Shay
- 2009: iCarly: Böse verliebt als Spencer Shay
- 2010: iCarly: Vier Fäuste für iCarly als Spencer Shay
- 2010: iCarly: iPsycho als Spencer Shay
- 2011: iCarly: Party mit Victorious als Spencer Shay
- 2011: Best Player als Quincy
- 2014: Wendell & Vinnie (Fernsehserie, 20 Folgen) als Vinnie Bassett
- 2014: Sam & Cat (Fernsehserie, 2 Folgen) als Crazy Steve, Jerry Trainor
- 2019: Henry Danger (Fernsehserie, 1 Folge) als Joey
- 2019: Nick für ungut (Fernsehserie, 5 Folgen) als Todd
- 2021–2023: iCarly (Fernsehserie) als Spencer Shay

Josh Peck
- 2006: Ice Age 2 – Jetzt taut’s als Eddie, das Opossum
- 2009: Ice Age 3 – Die Dinosaurier sind los als Eddie, das Opossum
- 2011: Ice Age – Eine coole Bescherung (Kurzfilm) als Eddie, das Opossum
- 2012: Ice Age 4 – Voll verschoben als Eddie, das Opossum
- 2016: Ice Age 5 – Kollision voraus! als Eddie, das Opossum
- 2016: Ice Age – Jäger der verlorenen Eier (Kurzfilm) als Eddie, das Opossum

Justin Long
- 2001: Jeepers Creepers – Es ist angerichtet als Darry Jenner
- 2007: Stirb langsam 4.0 als Matt Farrell
- 2008: Zack and Miri Make a Porno als Brandon
- 2009: Drag Me to Hell als Clay Dalton
- 2009: Er steht einfach nicht auf Dich als Alex
- 2010: Die Lincoln Verschwörung als Nicholas Baker
- 2010: Verrückt nach Dir als Garrett
- 2012: Youth in Revolt als Paul Saunders
- 2012: Kein Sex unter dieser Nummer als Jesse
- 2013: Movie 43 als Fake Robin
- 2014: Tusk als Wallace Bryton
- 2014: Mom (Fernsehserie, 3 Folgen) als Adam (Staffel 1)
- 2015–2021: F Is for Family (Zeichentrickserie) als Kevin Murphy
- 2016: Yoga Hosers als Yoga Bayer
- 2018: Die Conners (Fernsehserie, 2 Folgen) als Neil
- 2019: Trailer Park Boys:The Animated Series (Fernsehserie, 10 Folgen) als Randy

Eminem
- 2001: The Real Slim Shady Story als Marshall „Eminem“ Mathers
- 2001: The Wash als Chris
- 2002: 8 Mile als Jimmy „B-Rabbit“ Smith Jr.
- 2009: Wie das Leben so spielt als Marshall „Eminem“ Mathers
- 2014: The Interview als Marshall „Eminem“ Mathers

John Cho
- 2009: Star Trek als Lt. Hikaru Sulu
- 2011: 30 Rock (Fernsehserie, 1 Folge) als Lorne
- 2013: Star Trek Into Darkness als Lt. Hikaru Sulu
- 2016: Star Trek Beyond als Lt. Hikaru Sulu
- 2016: House of Lies (Fernsehserie, 1 Folge) als Sean Chew
- 2020: The Grudge als Peter Spencer

Riz Ahmed
- 2010: Four Lions als Omar
- 2012: Ill Manors – Stadt der Gewalt als Aaron
- 2016: Jason Bourne als Aaron Kalloor
- 2018: Venom als Carlton Drake/Riot
- 2020: Sound of Metal als Ruben Stone

Oscar Isaac
- 2013: Inside Llewyn Davis als Llewyn Davis
- 2014: Die zwei Gesichter des Januars als Rydal
- 2016: The Promise – Die Erinnerung bleibt als Mikael
- 2017: Suburbicon als Bud Cooper
- 2018: Operation Finale als Peter Malkin

Adam Driver
- 2015: Star Wars: Das Erwachen der Macht als Kylo Ren
- 2016: Paterson als Paterson
- 2016: Lego Star Wars: Das Erwachen der Macht (PS4-Spiel) als Kylo Ren
- 2017: Star Wars: Die letzten Jedi als Kylo Ren/Ben Solo
- 2019: Star Wars: Der Aufstieg Skywalkers als Kylo Ren/Ben Solo
- 2021: The Last Duel als Jacques Le Gris
- 2021: House of Gucci als  Maurizio Gucci

Mike Judge
- 1993–1997, 2011: Beavis and Butt-Head (Fernsehserie) als Beavis
- 1996: Beavis und Butt-Head machen’s in Amerika als Beavis
- 2017: Sandy Waxler als Mike Judge und Beavis

Scott Weinger
- 1994–1996: Aladdin (Fernsehserie, 86 Folgen) als Aladdin
- 2006: Kingdom Hearts II (PS2-Spiel) als Aladdin

### Filme
- 1995: Für R.D. Robb in Die Brady Family, Rolle: Charlie Anderson
- 1996: Für Giovanni Ribisi in That Thing You Do!, Rolle: Chad
- 1997: Für Ryan Phillippe in Ich weiß, was du letzten Sommer getan hast, Rolle: Barry Cox
- 1997: Für William Lee Scott in Gattaca, Rolle: Junger Anton
- 1998: Für Kevin Corrigan in Hauptsache Beverly Hills, Rolle:  Eliot Arenson
- 1999: Für Seth Green in Die Killerhand, Rolle: Mick
- 2000: Für Rick Gonzalez in Mambo Café, Rolle: Ricky
- 2000: Für Seann William Scott in Ey Mann, wo is’ mein Auto?, Rolle: Chester Greenburg
- 2001: Für Thomas Guiry in Black Hawk Down, Rolle: Yurek
- 2001: Für Seann William Scott in Jay und Silent Bob schlagen zurück, Rolle: Brent
- 2002: Für Kris Lemche in Unsichtbare Augen, Rolle: Rex
- 2002: Für Michael Ealy in Bad Company – Die Welt ist in guten Händen, Rolle: G-Mo
- 2002: Für Steve-O in Jackass: The Movie, Rolle: er selbst
- 2002: Für Rick Gonzalez in Laurel Canyon, Rolle: Wyatt
- 2003: Für Kal Penn in Malibu’s Most Wanted, Rolle: Hadji
- 2003: Für Paulo Costanzo in Abgezockt!, Rolle: Stu
- 2003: Für Simon Rex in Scary Movie 3, Rolle: George
- 2003: Für Stark Sands in 11:14, Rolle: Tim
- 2003: Für William Lee Scott in Dumm und dümmerer, Rolle: Carl
- 2003: Für Jin Au-Yeung in 2 Fast 2 Furious, Rolle: Jimmy
- 2004: Für Jared Padalecki in Der Flug des Phoenix, Rolle: John Davis
- 2004: Für Gael García Bernal in Die Reise des jungen Che, Rolle: Ernesto „Che“ Guevara
- 2004: Für Hidetoshi Nishijima in Casshern, Rolle: Lieutenant Colonel Kamijo
- 2004: Für Jonathan Bennett in Girls Club – Vorsicht bissig!, Rolle: Aaron Samuels
- 2004: Für Mackenzie Crook in Der Kaufmann von Venedig, Rolle: Lancelot Gobbo
- 2004: Für Richard Lee Jackson in Girls United Again, Rolle: Derek
- 2005: Für André Benjamin in Vier Brüder, Rolle: Jeremiah Mercer
- 2005: Für David Krumholtz in Serenity – Flucht in neue Welten, Rolle:  Mr. Universum
- 2005: Für Nick Cannon in Roll Bounce, Rolle: Bernhard
- 2005: Für Steve Sandvoss in Wo die Liebe hinfällt …, Rolle: Scott
- 2006: Für James Ransone in Inside Man, Rolle: Steve-O
- 2006: Für Rick Gonzalez in Pulse – Du bist tot, bevor Du stirbst, Rolle: Stone
- 2006: Für Simon Rex in Scary Movie 4, Rolle: George
- 2006: Für Ebon Moss-Bachrach in Blind Wedding – Hilfe, sie hat ja gesagt, Rolle: Matador
- 2006: Für Martin Starr in Beim ersten Mal, Rolle: Martin
- 2006: Für Brian Tee in The Fast and the Furious: Tokyo Drift, Rolle: Takeshi „D.K.“ Kamata
- 2006: Für Adrian Grenier in Der Teufel trägt Prada, Rolle: Nate
- 2006: Für Kenichi Matsuyama in Death Note, Rolle: L
- 2008: Für Alex Frost in Drillbit Taylor – Ein Mann für alle Unfälle, Rolle: Terry Filkins
- 2008: Für Russell Brand in Nie wieder Sex mit der Ex, Rolle: Aldous Snow
- 2009: Für Ben Barnes in Das Bildnis des Dorian Grey, Rolle: Dorian Grey
- 2010: Für Sam Riley in 13, Rolle: Vincent „Vince“ Ferro
- 2010: Für Russell Brand in Männertrip, Rolle: Aldous Snow
- 2011: Für Phil LaMarr in Real Steel, Rolle: ESPN Kommentator Tim
- 2012: Für Toby Kebbell in Zorn der Titanen, Rolle: Agenor
- 2013: Für Terrence Jenkins in Battle of the Year, Rolle: Terrence Jenkins
- 2015: Für Martin Starr in Playing It Cool, Rolle: Lyle
- 2016: Für David Walton in Bad Moms, Rolle: Mike
- 2016: Für Aaron Yoo in Money Monster, Rolle: Won Yoon
- 2017: Für David Walton in Bad Moms 2, Rolle: Mike
- 2019: Für Joel Fry in Yesterday, Rolle: Rocky
- 2019: Für Noom Diawara in Monsieur Claude 2, Rolle: Charles Koffi
- 2019: Für Ryō Yoshizawa in Her Blue Sky, Rolle: Shinnosuke Kanamuro
- 2021: Für Conan O’Brien in Die Mitchells gegen die Maschinen, Rolle: Galaxxon 5000
- 2021: Für Bow Wow in Fast & Furious 9, Rolle: Twinkie
- 2021: Für Amira Macey-Michael in Rote Robin, Rolle: Dink
- 2023: Für Jon Rudnitsky in Wish, Rolle: Dario

### Serien
- 1993–1999: Für Cirroc Lofton in Star Trek: Deep Space Nine, Rolle: Jake Sisko
- 1999–2002: Für Rob Tinkler in Angela Anaconda, Rolle: Derek
- 2000: Für Alessandro Juliani in Transformers: Beast Machines, Rolle: Nightscream
- 2000–2001: Für Mayumi Yamaguchi in Digimon Adventure/Digimon 02, Rolle: Tsunomon/Gabumon/Garurumon/WereGarurumon/MetallGarurumon
- 2001–2002: Für Hirota Suzoaki in Dragon Ball Z, Rolle: Tenshinhan
- 2001–2003: Für Eric Balfour in Six Feet Under – Gestorben wird immer, Rolle: Gabriel „Gabe“ Dimas
- 2001–2004: Für Jason Marsdan in Disneys Wochenend-Kids, Rolle: Tino Tonitini
- 2001–2006: Für Milo Ventimiglia in Gilmore Girls, Rolle: Jess Mariano
- 2001–2006: Für Scott Parken in Typisch Andy!, Rolle: Andrew Leech
- 2001–2010: Für Spencer Rice in Kenny vs. Spenny, Rolle: Spencer Nolan „Spenny“ Rice
- 2002–2004: Für Cam Clarke in He-Man and the Masters of the Universe (2002) als Prinz Adam
- 2002–2005: Für Masato Sakai in Yukikaze, Rolle: Rei Fukai
- seit 2002: Für Kappei Yamaguchi in Detektiv Conan, Rolle: Kaito Kuroba / Kaito Kid
- 2003: Für Kishō Taniyama in X, Rolle: Daisuke Saiki
- 2003–2005: Für Tomokazu Seki in Card Captor Sakura, Rolle: Toya Kinomoto
- 2003–2006: Für Nick Zano in Hallo Holly, Rolle: Vince
- 2003–2012: Für Antwon Tanner in One Tree Hill, Rolle: Skills Taylor
- 2004: Für Romi Park in Samurai 7, Rolle: Katsushiro Okamoto
- 2004–2005: Für Shin’ichirō Miki in Full Metal Panic!, Rolle: Kurz Weber
- 2004–2005: Für Akira Sasanuma in Crush Gear Turbo, Rolle: Takeshi Manganji
- 2004–2006: Für Scott Menville in Teen Titans, Rolle: Robin
- 2005: Für Logan Marshall-Green in 24, Rolle: Richard Heller
- 2005: Für Warren Kole in Into the West – In den Westen, Rolle: Robert Wheeler
- 2005–2006: Für Ryan Donowho in O.C., California, Rolle: Johnny Harper
- 2005–2006: Für Tomokazu Seki in Neon Genesis Evangelion, Rolle: Tōji Suzuhara
- 2005–2006: Super Kickers 2006 – Captain Tsubasa, Rolle: Karl-Heinz Schneider
- 2005–2009: Teenage Mutant Ninja Turtles, Rolle: Michelangelo
- 2005–2011: Für Rhodri Meilir in My Family, Rolle: Alfie Butts
- 2005–2014: Für Hill Harper in CSI: NY, Rolle: Dr. Sheldon Hawkes
- 2006: Für Shun Oguri in Jyu Oh Sei, Rolle: Third
- 2006–2008: Für Akira Ishida in Yu-Gi-Oh! GX, Rolle: Aster Phoenix
- 2007: Für Romi Park in Samurai 7, Rolle: Katsushiro Okamoto
- 2007: Für Hozumi Gōda in Digimon Data Squad, Rolle: Dr. Spencer Damon
- 2008: Für Ryan Cartwright in Bones – Die Knochenjägerin, Rolle: Vincent Nigel-Murray
- 2008–2013: Für Jack Plotnick in The Mentalist Rolle: Brett Partridge
- 2009: Für Jon Lee in Fünf Freunde für alle Fälle, Rolle: Max
- 2009: Für Death Note, Rolle: L Lawliet
- 2009: Für Ian Bohen in Prison Break, Rolle: Agent Darrin Hooks
- 2009: Für H. Jon Benjamin in Lucy, the Daughter of the Devil, Rolle: Judas
- 2009–2010: Für Mayumi Yamaguchi in Fullmetal Alchemist, Rolle: Envy
- 2009–2015: Für Alexander Skarsgård in True Blood, Rolle Eric Northman
- 2010: Für Jun Fukuyama in Black Butler, Rolle: Grell Sutcliff
- 2010–2012: Für Scott Michael Foster in Greek, Rolle: Cappie
- 2010–2017: Für Michael Trevino in Vampire Diaries, Rolle: Tyler Lockwood
- 2011: Für Elden Henson in El Dorado (Zweiteilige Miniserie), Rolle: Gordon
- 2011: Für Shawn Hatosy in Dexter, Rolle: Boyd Fowler
- 2014: Für Grey Damon in The Secret Circle, Rolle: Lee LeBeque
- 2014: Für Robbie Daymond in Die Brot-Piloten, Rolle: SwaySway
- 2014: Für Elden Henson in Intelligence, Rolle: Amos Pembroke (2 Episoden)
- 2014–2015: Fullmetal Alchemist: Brotherhood als Envy (Minami Takayama)
- 2015–2017: The Frankenstein Chronicles als Lord Daniel Hervey (Ed Stoppard)
- 2015: Für Steven Levine & Spenser Levine in Better Call Saul, Rollen: Lars, Cal
- 2015: Für Biz Markie in SpongeBob Schwammkopf, Rolle: Kenny der Kater
- 2015–2017: Für Andrew Francis in Ninjago, Rolle: Morro
- 2015–2018: Für Elden Henson in Marvel’s Daredevil, Rolle: Franklin „Foggy“ Nelson
- 2016: Für Matthew Wood in Lego Star Wars: Das Erwachen des Widerstands, Rolle: Kylo Ren
- 2016: Für Kappei Yamaguchi in Magic Kaito: Kid the Phantom Thief, Rolle: Kaito Kuroba / Kaito Kid
- 2017: Für Kappei Yamaguchi in Magic Kaito 1412, Rolle: Kaito Kuroba / Kaito Kid
- 2017: Für Elden Henson in Marvel’s The Defenders, Rolle: Franklin „Foggy“ Nelson
- 2017–2019: Für Chris Lowell in GLOW, Rolle: Sebastian „Bash“ Howard
- 2017–2021: Für John Patrick Amedori in Dear White People, Rolle: Gabe Mitchell
- 2017–2021: Für Brooks Wheelan in Baymax – Robowabohu in Serie, Rolle: Fred
- 2017–2018: Für Dougie Baldwin in Disjointed, Rolle: Pete
- 2017–2020: Für Hiroshi Kamiya in Haikyu!!, Rolle: Ittetsu Takeda
- 2018: Für Elden Henson in Marvel’s Jessica Jones, Rolle: Franklin „Foggy“ Nelson (1 Episode)
- 2018: Für Kenji Nojima in Free! Dive to the Future, Rolle: Natsuya Kirishima (3. Staffel)
- 2018–2020: Für Lukas Løkken in The Rain, Rolle: Patrick
- 2018: Für Jimmi Simpson in Unsolved, Rolle: Detective Russell Poole (10 Episoden)
- seit 2023: Für Harry Shum junior in Grey’s Anatomy, Rolle: Dr. Benson „Blue“ Kwan
- seit 2023: Für Ramón Rodríguez in Will Trent, Rolle: Will Trent

### Videospiele
- 2005-07-11: in TKKG 14: Gefährliche Ferien (PC-Spiel) als Wilhelm „Willi“ Sauerlich, genannt „Klößchen“
- 2009: Für Daniel Amerman in League of Legends (PC-Spiel) als Ezreal
- 2015: Für Troy Baker in Batman: Arkham Knight (PS4-Spiel) als Arkham Knight
- 2017: Für Matthew Wood in Star Wars Battlefront II (PS4-Spiel) als Kylo Ren
- 2022: Für Matthew Wood in Lego Star Wars: Die Skywalker Saga als Kylo Ren

## Hörspiele (Auswahl)
- 2008: Victor Hugo: Gruselkabinett Folge 28: Der Glöckner von Notre Dame (Teil 1 von 2), Titania Medien, ISBN 978-3-7857-3637-1.
- 2008: Victor Hugo: Gruselkabinett Folge 29: Der Glöckner von Notre Dame (Teil 2 von 2), Titania Medien, ISBN 978-3-7857-3637-1.
- 2019: Baymax – Robowabohu in Serie: Riesige Rückkehr 1 & 2. Das Original-Hörspiel zur TV-Serie, Kiddinx
- 2020: Star Wars: Der Aufstieg Skywalkers (Das Original-Hörspiel zum Film), Walt Disney Records (Universal Music)